# Black Box (Spiel)
Black Box ist der Name eines Logikspiels von Eric Solomon. Es erschien 1976 beim Verleger Waddingtons und danach bei Parker Brothers als Black Box. 1978 wurde es von Parker Brothers in Deutschland als Logo vertrieben, wurde aber dann auf Betreiben von Lego in Ordo umbenannt. In den Niederlanden wurde es von Clipper als Ko-Code (Kogeltjes Code) vertrieben. 1990 erschien das Spiel als Black Box beim Spieleverlag Franjos.
Andere Spiele mit demselben Namen Black Box gibt es von Milton Bradley und Jumbo.

## Spielbeschreibung

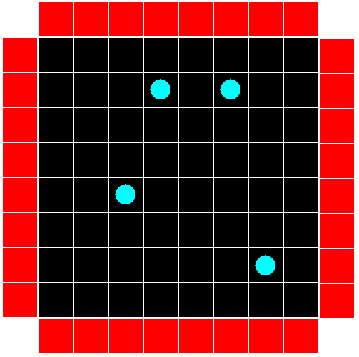
Mögliche Ausgangsposition

Beispiel einer Ablenkung

Einer der zwei Spieler, der Verwalter, muss die Spielsteine verstecken und dann nur noch korrekt antworten. Der andere versucht, möglichst geschickt zu fragen und aus den Antworten die Lage der versteckten Steine zu bestimmen. Faszinieren kann an dem Spiel immer wieder, wie eine vermeintlich sicher gefolgerte Verteilung der Steine nach Aufdecken der verborgenen Steine ganz anders aussehen kann, meistens mit komplizierteren Wegen.
Genau wie bei Mastermind macht jeder Irrtum beim Antworten alle folgenden Mühen sinnlos, unbemerkt bis zum Aufdecken. Deshalb ist für die Rolle des Verwalters ein Computer vorzuziehen, mit einem Zufallsgenerator für die Ausgangssituation (welche die einzige Wahlmöglichkeit des Verwalters ist). Nur der andere Spieler hat eine interessante Aufgabe zu lösen. Deshalb ist dieses Spiel eher ein Spiel für einen als für zwei Spieler (ähnlich der Patience).
Der Spielplan hat acht Spalten und acht Zeilen, also 8 × 8 Felder. Es gibt ihn doppelt, ein Exemplar ist beiden Spielern gemeinsam, der Verwalter hat ein weiteres, unsichtbar für den Suchenden. Der Verwalter setzt auf seinem verdeckten Exemplar fünf (oder für Anfänger vier) gleiche Spielsteine auf zufällig gewählte Plätze; dort bleiben sie während eines Spiels liegen.
Jeder Zug besteht aus Frage und Antwort:
- Der Suchende kann Steine auf den gemeinsamen Spielplan an vermutete Stellen setzen, verlagern und wegnehmen. Dann bezeichnet er dem Verwalter als Frage an einem der vier Ränder des Spielbretts eins der acht dort außen liegenden Felder als Eintrittsstelle eines Weges im Spielplan. (Es gibt also genau 32 mögliche Fragen, nämlich die 32 außen liegenden Kanten der 28 Felder am Rande des Spielplans.)
- Der Verwalter antwortet (abhängig von den Steinen auf dem verdeckten Spielplan) auf dem gemeinsamen Spielplan, wo der erfragte Weg am Spielplan-Rand austritt oder wie er innen endet. Solche Antwort kann dem Suchenden Vermutungen stärken oder widerlegen, manchmal sogar bestätigen.

Die versteckten Steine bestimmen die möglichen Wege auf dem Spielbrett wie folgt:
- Sind das nächste Feld geradeaus und dessen rechte und linke Nachbarfelder frei, dann führt der Weg geradeaus auf das nächste Feld. Stößt er dort (weiter geradeaus) auf den Rand des Spielplans, dann kennzeichnet der Verwalter diese Kante des Feldes als Antwort. (Damit sind beide Enden eines Weges bekannt; dessen Richtung ist belanglos.)
- Trifft ein Weg auf einen Stein, meldet der Verwalter einen Treffer (T), und der Weg endet dort.
- Ist der nächste Platz frei, aber genau einer der zwei Nachbarplätze besetzt, so knickt der Weg vom Stein weg, kurz bevor er die Höhe des Steines erreicht. (Siehe Bild „Beispiel einer Ablenkung“.)
- Ist der nächste Platz geradeaus frei, aber beide Nachbarplätze sind belegt, meldet der Verwalter einen Unfall (U), und der Weg endet. Dieselbe Meldung kommt, wenn zwar der erste Platz des möglichen Weges (am Rand) frei ist, aber nicht dessen beide Nachbarplätze.

Ein Weg, der im Spielfeld endet, kostet einen Punkt. Ein durchgehender Weg klärt zwei Fragen auf einmal und kostet zwei Punkte. Jeder am Ende falsch geratene Stein kostet fünf Punkte. Ziel des Spiels ist es, die Lage der Steine bei möglichst geringen Gesamtkosten zu ermitteln. (Manchmal ist es günstig, den letzten Stein zu raten.)
Der Spieler wird nach einigen Antworten probeweise einige Steine auf das Brett setzen. Der Verwalter zeigt auf dem offenen Brett mit probegesetzten Steinen alle bisherigen Antworten. (Ist er ein Computer, kann er diejenigen Antworten mit Ausrufezeichen markieren, die mit den probegesetzten Steinen nicht verträglich sind.)
Wenn der Spieler mit seiner Probesetzung zufrieden ist, kann er sie als Tipp abgeben; das ist stets sein letzter Zug. Der Verwalter zeigt als Antwort die Lage der versteckten Steine und addiert zu den Kosten der Antworten fünf Punkte für jeden falsch geratenen Stein. (Kann der Tipp nicht stimmen, so kann der Verwalter vorher fragen, ob der Suchende ihn trotzdem abgeben will.)

### Beispiele
Beispiel 1: Nur durchlaufende Wege sind dargestellt
(a) Wie die Wege verlaufen:
```
           1     1     2  2         (Rund ums Feld stehen die Antworten.)
                                    Bisher 12 Punkte
        .  └─────┘  ·  └──┘  ·
        ●  ·  ·  ·  ●  ·  ·  ●
        ·  ┌─────┐  ·  ┌──┐  ·
  3     ───┼─────┼─────┼──┼───    3 (Weg 3 geht geradeaus, aber
  4     ───┘  ·  └─────┼──┼───    4         … Weg 4 nur scheinbar.)
        ·  ·  ●  ·  ·  │  │  ·      (Weg 5 knickt nur einmal, aber
  5     ───┐  ·  ·  ·  └──┼──-    6         … Weg 6 knickt dreimal.)
        ·  │  ·  ·  ●  ·  │  ·

           5              6
```

(b) Was der Suchende davon sieht:
```
          1     1     2  2

        ·  ·  ·  ·  ·  ·  ·  ·
        ·  ·  ·  ·  ·  ·  ·  ·
        ·  ·  ·  ·  ·  ·  ·  ·
  3     ·  ·  ·  ·  ·  ·  ·  ·      3
  4     ·  ·  ·  ·  ·  ·  ·  ·      4
        ·  ·  ·  ·  ·  ·  ·  ·
  5     ·  ·  ·  ·  ·  ·  ·  ·      6
        ·  ·  ·  ·  ·  ·  ·  ·

           5              6

```

und dazu die von ihm probeweise gesetzten Steine.
Beispiel 2: Alle dargestellten Wege enden im Spielfeld
```
       T  U  T  U  T     T
                                  Bisher 24 Punkte
 T     ┼──── ● ────┼─────┼───     T
       │  ·  ·  ┌──┼─────┼───     U
       │  ·  ·  │  │  ·  │  ·
 T     ┼──── ●  ·  ● ────┼───     T
       │  ·  │  │  │  ┌──┼───     T
 U     │  ·  │  │  │  │  │  ·
 T     ● ────┼──┼──┼──┘  │  ·
 U     │  ┌──┼──┼──┼──── ● ──     T
                                           (Alle Treffer und Unfälle
       T  T  T  U  T  U  T  U               sind eingetragen.)

```

### Wertung
Treffer und Unfälle kosten je einen Punkt. Jeder andere Weg kommt irgendwo wieder heraus, liefert Antworten auf zwei mögliche Fragen und kostet deshalb zwei Punkte. Eine Frage kann also einen Punkt oder zwei Punkte kosten. Jeder falsch geratene Stein kostet fünf Punkte.
Man kann die angezeigte Punktzahl jederzeit wie folgt nachprüfen: Jeder Antwortvermerk am Rande kostet einen Punkt, und wenn das Spiel zu Ende ist, kommen für jeden falsch gesetzten Stein fünf Punkte hinzu. Wenn zu wenige oder zu viele Steine gesetzt wurden, gilt entweder die Zahl der an falscher Stelle geratenen oder die Zahl der nicht gefundenen Steine, je nachdem, welche der beiden Anzahlen größer ist. Kann oder will man nicht alle Steine lokalisieren, so rät man deshalb die letzten Steine; man spart nichts, wenn man weniger Steine setzt, als zu suchen sind.
Mit Erfahrung und viel Sorgfalt ist bei fünf Steinen ein Durchschnitt von 16 Punkten erreichbar. Im günstigsten Fall liegt mit fünf Antwortpunkten die Position aller fünf Steine fest; im ungünstigsten Fall kann sich der fünfte Stein auf einem von sechs oder vielleicht noch mehr Plätzen so verstecken, dass keine Frage ihn erreicht.

## Implementationen
Ein ausführbares Computerprogramm für die Benutzung in englische Sprache wird unter der GNU General Public License (GPL) angeboten.
Ein Quellprogramm für BS2000 existiert in der ALGOL-ähnlichen Programmiersprache ELAN.